# LML Supremo
Die LML Supremo ist ein 150-cm3-Motorrollermodell des indischen Herstellers LML (Lohia Machinery Limited), das optisch der Vespa Cosa gleicht. Das Chassis basierte allerdings auf einem modifizierten Vespa-PX-Stahlrahmen mit modellierter Fiberglas-Front, wie er schon bei der LML NV zum Einsatz kam.

## Geschichte
Die Supremo 150 erschien 1995 nahezu gleichzeitig mit dem mittlerweile auch in anderen Kontinenten bekannten LML Star (NV-Folgemodell), beide ursprünglich in Kooperation mit dem italienischen Hersteller Piaggio. Auch nach Beendigung der Zusammenarbeit mit Piaggio wurden beide Modelle weitergebaut. Im Gegensatz zum Star wurde der Supremo bis zuletzt immer mit derselben Motorvariante gefertigt. Mit der Werksschließung im Februar 2006 wurde die Produktion der LML Supremo eingestellt. Nach der Wiedereröffnung im März 2008 konzentrierte sich das Unternehmen zunächst auf die Produktion der erfolgreichen Star-Modelle, insbesondere für den Export.

## Modellbeschreibung
Das Fahrzeug hat einen Kickstarter und es gab auch Modelle mit zusätzlichem elektrischen Anlasser. Der gebläsegekühlte Einzylinder-Zweitaktmotor hat einen Hubraum von 149,56 cm3 und eine maximale Motorleistung von 5,6 kW bzw. 7,6 PS bei einer Drehzahl von 5.250 min−1. Das maximale Drehmoment von 12,75 Nm wird bei 3.500 min−1 erreicht. Die Kraftübertragung erfolgt über ein handgeschaltetes 4-Gang-Getriebe. Das Leergewicht beträgt 106 kg, hinzu kommt ein Tankvermögen von 8 l inklusive 1 l Reserve. Die Schmierung erfolgte automatisch. Gebremst wird das Fahrzeug vorne und hinten über Trommelbremsen.